# Rosa Pisaneschi
Rosa Pisaneschi (Siena, 26 gennaio 1890 – Roma, 2 marzo 1960) è stata una traduttrice italiana fra le prime a svolgere tale attività in modo professionale e prima traduttrice in italiano di racconti di Thomas Mann.

## Biografia
Figlia di Antonio, medico psichiatra nel manicomio di S. Niccolò e consigliere comunale della città di Siena, e di Ida Lodoli. La coppia ha oltre a Rosina un’altra figlia, Ada, e due maschi, Guido ed Ermanno. Riceve una formazione scolastica di buon livello e, nel 1910, si iscrive al corso di laurea in Lettere dell’Istituto di Studi Superiori di Firenze. Frequenta gli ambienti della redazione della rivista La Voce, con cui collabora e dove conosce i triestini Alberto Spaini e Scipio Slataper. Si crea uno stretto legame d’amicizia tra Rosa, Alberto e Scipio che, come annota Giuseppe Prezzolini in una pagina del suo diario, procura tormenti sentimentali ad Alberto, presto risolti con il fidanzamento con Rosa.

## Attività professionale
Nel 1911 parte da sola per il suo primo soggiorno di studio a Berlino dove viene a contatto con il mondo letterario tedesco, in particolare con i testi di Thomas Mann, autore allora poco conosciuto in Italia, e con le opere dello scrittore e drammaturgo Georg Büchner; al rientro in Italia si trasferisce a Roma per proseguire gli studi all’Università La Sapienza, divenendo presto una delle più apprezzate e brillanti allieve di Giuseppe Antonio Borgese, allora professore del corso di Letteratura tedesca. Si trasferisce a Roma anche Alberto Spaini che segue gli stessi corsi di studio di Rosina. Tra il 1912 e il 1915 lavorano insieme alla prima traduzione integrale dei Wilhelm Meisters Lehrjahre (Le esperienze di Wilhelm Meister) di Goethe, come scrive Spaini a Prezzolini; contemporaneamente Rosa traduce Enrico d’Ofterdingen di Novalis. Torna poi insieme a Spaini a Berlino tra la fine dell’estate del 1912 e il mese di maggio del 1913 e, per entrambi, questi periodi di studio in Germania sono importanti occasioni di arricchimento culturale. Durante un terzo soggiorno in Germania, dopo l’estate del 1913 ancora una volta insieme ad Alberto, Rosa approfondisce e consolida quanto conosciuto in precedenza, soprattutto nell’ambito del genere del romanzo, probabilmente già con l’idea pionieristica di tradurre e far conoscere in Italia l’opera di Mann
Prima di trasferirsi a Berlino per la terza volta, vede pubblicata per la collana “Scrittori Stranieri” di Laterza la traduzione del libro Le esperienze di Wilhelm Meister di Goethe a firma sua e di Spaini. Nel 1914 pubblica sul periodico Il Conciliatore di Giuseppe Antonio Borgese un saggio dedicato all’opera del drammaturgo Georg Büchner e pubblica con la sua sola firma per la collana Antichi e Moderni dell’editore Carabba diretta da Borgese, la traduzione e la prefazione al romanzo Enrico d’Ofterdingen di Novalis; subito dopo discute la sua tesi di laurea dal titolo Saggio sullo svolgimento poetico di Novalis, lavoro molto apprezzato dal suo relatore, sempre il professor Borgese.
Nell'estate del 1914 sposa Alberto Spaini e insieme l'anno successivo si trasferiscono in Svizzera dove il marito è corrispondente estero del Resto del Carlino ed altri giornali; nel 1918 nasce la prima figlia Giuliana, Rosina continua a tradurre, da sola o con il marito. Nel 1919 escono due sue traduzioni di Ernst Theodor Amadeus Hoffmann, pubblicate nella collana Un libro per tutti della “Società anonima editrice La Voce” di Prezzolini, e nel 1920 le prime traduzioni di Thomas Mann: una è il racconto Tutto deve essere aria, uscito nel mese di febbraio sulla rivista “Il Mondo” di Sonzogno, l’altra è il Tonio Kröger, apparso in aprile su “Rassegna italiana politica letteraria e artistica”.
Tornata nel 1919 stabilmente a Roma con la famiglia, la sua attività di traduttrice si fa intensa, pubblica con la sua sola firma testi di E.T.A. Hoffmann per la collana Antichi e Moderni dell’editore Carabba e contemporaneamente prosegue anche l’impegno di traduzione a quattro mani col marito Alberto. L’interesse di Rosa per la letteratura di Hoffmann darà vita nel 1926 a un articolo, pubblicato su “La Fiera Letteraria” in occasione dei centocinquant’anni dalla nascita dell’autore
La nascita nel 1925 del secondogenito Paolo le porta serie conseguenze di salute e per diversi mesi non lavora alle traduzioni. A partire dagli anni Trenta gli impegni ufficiali di traduzione si fanno più sporadici fino a scomparire, anche se all’interno delle mura domestiche continua a collaborare in forma anonima col marito.

## Scomparsa
Muore il 2 marzo del 1960 e ne dà notizia il marito Alberto in una lettera a Prezzolini: «Caro Prezzolini, sì, la Pisaneschi non è più. Io sono sempre stato quel tremendo lazzarone, ma pareva che lei non se ne avvedesse e conservava l’entusiasmo e la fede e le speranze di una volta, di quando eravamo giovani ed il nostro centro era la VOCE; non è mai venuta meno alla convinzione che il mondo non conta, contiamo noi e il modo con cui lo accogliamo. Lei è stata magnifica, e chiusa nella sua ombra pensava solo a non farsi scorgere ma sapeva che la sua presenza era necessaria, e fino all’ultimo ha cercato solo di non pesare e di aiutare»

## La riscoperta
L'oblio che ha colpito Rosa Pisaneschi sembra essersi interrotto grazie a recenti studi che ne hanno riesaminato il valore intellettuale e professionale; nel mondo editoriale sono ancora disponibili alcune sue traduzioni databili ai primi due decenni del Novecento.
Il suo lavoro di traduttrice, recentemente ricostruito, mette in luce gli interessi rivolti soprattutto ad autori di lingua tedesca del XIX secolo, del XX secolo, della letteratura mistica medievale, e verso il norvegese Premio Nobel Knut Hamsun e il francese François Mauriac.

## Traduzioni
Autori tradotti
- Achin Arnim, (1781-1831)
- Georg Büchner, (1813-1837)
- Johann Wolfgang Goethe, (1749-1842)
- Friedrich Hebbel, (1813-1863)
- Ernst Theodor Amadeus Hoffmann, (1776-1822)
- Thomas Mann, (1875-1955)
- Gustav Meyrink,  (1868-1932)
- Novalis, (1772-1801)
- Joannes Tauler (1300-1361)
- Frank Wedekind (1864-1918)[9]

## Opere
- E.T.A. Hoffmann, Racconti fantastici, traduzioni di R. Bottacchiari e R. Pisaneschi, Roma, A. Curcio, 1978,
- Gustav Meyrink, Alla frontiera dell'al di là, traduzione di Rosina Pisaneschi, Rocco, Napoli, 1959.
- François Mauriac, Il deserto dell'amore, traduzione di R. Pisaneschi, Lanciano, G. Carabba, 1932
- E.T.A. Hoffmann, Considerazioni filosofiche del gatto Murr, traduzione di R. Pisaneschi, disegni di E. Castello, Roma, A. F. Formiggini, 1930
- Georg Büchner, La morte di Danton, traduzione di R. Pisaneschi e A. Spaini, Lanciano,  G. Carabba Edit. Tip., 1929.
- Giorgio Büchner, Opere, traduzione di R. Pisaneschi e A. Spaini, Lanciano, Carabba, 1929
- Eduard Mörike, Storia della bella Naiade, traduzione di R. Pisaneschi-Spaini. Roma : Stock, 1927.
- Johann Wolfgang Goethe, Viaggio in Italia, traduzione e note di R. Pisaneschi e A. Spaini, Palermo, Industrie Riunite Editoriali Siciliane, 1926.
- E.T.A. Hoffmann, Il feudo, a cura di R. Pisaneschi, Lanciano, R. Carabba editore, 1923.
- E.T.A. Hoffmann, Mastro Martino e i suoi garzoni; La finestra del cugino, a cura di R. Pisaneschi, Lanciano, R. Carabba, 1923.
- E.T.A. Hoffmann, Il diavolo a Berlino; Il cavalier Gluck; Il gorgheggio; Frammento della vita di tre amici, a cura di R. Pisaneschi, Lanciano,  R. Carabba, 1923.
- E.T.A. Hoffmann, Biografia frammentaria del direttore d'orchestra Giovanni Kreisler, traduzione di R. Pisaneschi, Lanciano, R. Carabba, 1922
- Frank Wedekind, Fuochi d'artificio e Mine-Haha, Traduzione e prefazione a cura di A. Spaini e R. Pisaneschi, Milano: Leonardo Potenza, stampa 1921.
- Rosina Pisaneschi, Le fiabe di Vaniusca; racconti russi per ragazzi italiani, Bologna, Cappelli, 1920.
- E.T.A. Hoffmann, Vita e opinioni del gatto Murr, traduzione di Rosina Spaini Pisaneschi, Roma, Elliot, 2019.
- Novalis, Enrico d'Ofterdingen, traduzione e introduzione di R. Pisaneschi, Lanciano. R. Carabba, 1914.
- Johann Wolfgang Goethe, Le esperienze di Wilhelm Meister, a cura di R. Pisaneschi e A. Spaini, Bari, Laterza. 1911.